# Diecezja Anguo
Diecezja Anguo (łac. Dioecesis Ngancuovensis, chiń. 天主教安国教区) – rzymskokatolicka diecezja ze stolicą w Anguo w prefekturze miejskiej Baoding, w prowincji Hebei, w Chińskiej Republice Ludowej. Biskupstwo jest sufraganią archidiecezji pekińskiej.

## Historia
15 kwietnia 1924 z mocy decyzji Piusa XI, wyrażonej w brewe Ex hac sublimi, erygowana została prefektura apostolska Lixian. Dotychczas wierni z tych terenów należeli do wikariatów apostolskich Centralnego Zhili (obecnie diecezja Baoding) i Południowo-Zachodniego Zhili (obecnie diecezja Zhengding).
28 października 1926 prefekt apostolski Lixian Melchior Sun Dezhen CM znalazł się wśród pierwszych księży chińskiego pochodzenia wyświęconych na biskupów. Sakry udzielił im osobiście papież Pius XI w Watykanie.
13 lipca 1929 prefektura apostolska Lixian podniesiona została do wikariatu apostolskiego. Jej nowa nazwa brzmiała wikariat apostolski Anguo. W tamtych czasach w diecezji pracował o. Frédéric-Vincent Lebbe CM.
W wyniku reorganizacji chińskich struktur kościelnych, dokonanych przez Piusa XII bullą Quotidie Nos, 11 kwietnia 1946 wikariat apostolski Anguo został podniesiony do godności diecezji i przyjął obecną nazwę.
Z 1949 pochodzą ostatnie pełne, oficjalne kościelne statystyki. Diecezja Anguo liczyła wtedy:
- 33 200 wiernych (2,8% społeczeństwa)
- 23 kapłanów (wszyscy diecezjalni)
- 116 braci i 111 sióstr zakonnych
- 11 parafii

Od zwycięstwa komunistów w chińskiej wojnie domowej w 1949 diecezja, podobnie jak cały prześladowany Kościół katolicki w Chinach, nie może normalnie działać.
Ostatni znany biskup Anguo nieuznawanego przez władze państwowe, wiernego papieżowi, Kościoła podziemnego, 80-letni Stephen Liu Difen zmarł na skutek aresztowania oraz tortur.

## Biskupi
wszyscy ordynariusze byli Chińczykami

### Prefekt apostolski Lixian
- Melchior Sun Dezhen CM (15 kwietnia 1924 - 13 lipca 1929) biskup od 28 października 1926

### Wikariusze apostolscy Anguo
- Melchior Sun Dezhen CM (13 lipca 1929 - 7 lutego 1936)
- John Baptist Wang Zengyi CM (1 lipca 1937 - 11 kwietnia 1946)

### Biskupi Anguo
- John Baptist Wang Zengyi CM (11 kwietnia 1946 - 21 lutego 1951)
- sede vacante (być może urząd sprawował biskup(i) Kościoła podziemnego)
- Stephen Liu Difen (1988 – 14 grudnia 1992)
- sede vacante (być może urząd sprawuje biskup Kościoła podziemnego)